# Grandmaster Flash and the Furious Five
Grandmaster Flash and the Furious Five var en inflytelserik amerikansk hiphopgrupp, bildad 1978 i South Bronx i New York. Gruppen bestod av en DJ (Grandmaster Flash) och fem rappare (Melle Mel, Kidd Creole, Cowboy, Mr. Ness/Scorpio och Rahiem).
Gruppens mest kända låt är "The Message", från albumet med samma titel från 1982.

## Diskografi
Studioalbum
- The Message (1982)
- On the Strength (1988)

Singlar
- We Rap More Mellow (som the Younger Generation) (1979)
- Flash to the Beat (live) (som Flash and the Five) (1979)
- Superappin' (1979)
- Freedom (1980)
- The Birthday Party (1980)
- The Adventures of Grandmaster Flash on the Wheels of Steel (1981)
- Showdown (som The Furious Five meets The Sugarhill Gang) (1981)
- It's Nasty (Genius of Love) (1981)
- The Message (1982)
- Scorpio (1982)
- New York New York (1983)
- Gold (1988)
- Magic Carpet Ride (med Steppenwolf) (1988)